# Crurotarsi
Los crurotarsos (Crurotarsi, gr. “tarso en cruz”) son un clado de saurópsidos (reptiles) diápsidos arcosaurios que se originaron en el período Triásico y que sobreviven hasta el presente, con distribución mundial. Su nombre fue erigido como a clado nodo basal por Paul Sereno en 1991 para suplantar el viejo término Pseudosuchia. Crurotarsi es por definición el grupo hermano de Avemetatarsalia, que incluye las formas más cercanas a las aves que a los cocodrilos.

## Características
Crurotarsi es uno de los dos clados primarios dentro de Archosauria. En contraste con los Ornithodira, el otro clado principal, el cráneo a menudo tiene una construcción masiva, es estrecho en el hocico y a veces tiende a ser alargado, el cuello es corto y fuerte, y las patas se disponen desde la forma reptiliana típica, con las patas a los lados, a la erguida con los miembros bajo el cuerpo, aunque esto se alcanza en una manera diferente que en los dinosaurios y en los mamíferos. El cuerpo está protegido a menudo por dos o más filas de placas acorazadas. Muchos crurotarsios alcanzaron gran tamaño, aproximadamente alrededor tres metros o más de longitud. 

## Historia evolutiva
Los crurotarsianos aparecen durante el final del Olenekiense en el Triásico Inferior; durante el Ladiniense, en el Triásico Medio, dominaron todos los nichos ecológicos de los carnívoros. En su apogeo durante, el Triásico Superior, incluyeron los erectos Rauisuchia, Phytosauria similares a cocodrilos, los herbívoros acorazados Aetosauria, los  grandes cazadores Poposauridae, los pequeños cocodriloideos ágiles Sphenosuchia, y algunos otros grupos.
En la extinción masiva del Triásico-Jurásico, todos los grandes crurotarsios se extinguieron. La causa del evento sigue siendo desconocida, pero se cree que pudo haber sido el impacto de un asteroide, cambio de clima repentino, o un cataclismo planetario. Sin embargo, esto permitió que los dinosaurios tuvieran éxito y se convirtieran en los carnívoros y los herbívoros terrestres dominantes. Solamente Sphenosuchia y Protosuchia (Crocodylomorpha) sobrevivieron.
Con el Mesozoico progresando, Protosuchia dio lugar a formas más típicamente similares a cocodrilos. Mientras que los dinosaurios eran los animales dominantes en tierra, los cocodrilos prosperaron en los ríos, los pantanos y los océanos, con diversidad mucho mayor de la que tienen hoy. Con la extinción masiva del Cretácico-Terciario los dinosaurios se extinguieron (a excepción de las aves), mientras que los cocodriloideos crurotarsianos continuaron con pequeños cambios. Hoy, cocodrilos, caimanes, y gaviales continúan como los representantes supervivientes de este linaje.

## Filogenia
La posición de Crurotarsi ha cambiado por el cambio en los fitosaurios. En 2011, Sterling J. Nesbitt encontró que los fitosaurios eran el taxón hermano de Archosauria, y por tanto no está en la línea genética de los arcosaurios cocodrilianos. Como los fitosaurios están incluidos en la definición de Crurotarsi, estos incluyen por tanto los arcosaurios cocodrilianos, los arcosaurios avianos y los fitosaurios. Según esta nueva filogenia, Pseudosuchia contiene a todos los arcosaurios cocodrilianos. El cladograma resumido de Nesbitt (2011) muestra estos cambios:
|             | Phytosauria |
|             | |
| Archosauria | \| \| Avemetatarsalia (arcosaurios avianos) \| \| \| \| \| \| Pseudosuchia (arcosaurios cocodrilianos) \| \| \| \| |
|             | \| \| Avemetatarsalia (arcosaurios avianos) \| \| \| \| \| \| Pseudosuchia (arcosaurios cocodrilianos) \| \| \| \| |
|             | Avemetatarsalia (arcosaurios avianos)                                                                              |
|             | |
|             | Pseudosuchia (arcosaurios cocodrilianos)                                                                           |
|             | |

|  | Avemetatarsalia (arcosaurios avianos)    |
|  |                                          |
|  | Pseudosuchia (arcosaurios cocodrilianos) |
|  |                                          |

|             | Phytosauria |
|             | |
| Archosauria | \| \| Avemetatarsalia (arcosaurios avianos) \| \| \| \| \| \| Pseudosuchia (arcosaurios cocodrilianos) \| \| \| \| |
|             | \| \| Avemetatarsalia (arcosaurios avianos) \| \| \| \| \| \| Pseudosuchia (arcosaurios cocodrilianos) \| \| \| \| |
|             | Avemetatarsalia (arcosaurios avianos)                                                                              |
|             | |
|             | Pseudosuchia (arcosaurios cocodrilianos)                                                                           |
|             | |

|  | Avemetatarsalia (arcosaurios avianos)    |
|  |                                          |
|  | Pseudosuchia (arcosaurios cocodrilianos) |
|  |                                          |

|             | Phytosauria |
|             | |
| Archosauria | \| \| Avemetatarsalia (arcosaurios avianos) \| \| \| \| \| \| Pseudosuchia (arcosaurios cocodrilianos) \| \| \| \| |
|             | \| \| Avemetatarsalia (arcosaurios avianos) \| \| \| \| \| \| Pseudosuchia (arcosaurios cocodrilianos) \| \| \| \| |
|             | Avemetatarsalia (arcosaurios avianos)                                                                              |
|             | |
|             | Pseudosuchia (arcosaurios cocodrilianos)                                                                           |
|             | |

|  | Avemetatarsalia (arcosaurios avianos)    |
|  |                                          |
|  | Pseudosuchia (arcosaurios cocodrilianos) |
|  |                                          |

|             | Phytosauria |
|             | |
| Archosauria | \| \| Avemetatarsalia (arcosaurios avianos) \| \| \| \| \| \| Pseudosuchia (arcosaurios cocodrilianos) \| \| \| \| |
|             | \| \| Avemetatarsalia (arcosaurios avianos) \| \| \| \| \| \| Pseudosuchia (arcosaurios cocodrilianos) \| \| \| \| |
|             | Avemetatarsalia (arcosaurios avianos)                                                                              |
|             | |
|             | Pseudosuchia (arcosaurios cocodrilianos)                                                                           |
|             | |

|  | Avemetatarsalia (arcosaurios avianos)    |
|  |                                          |
|  | Pseudosuchia (arcosaurios cocodrilianos) |
|  |                                          |

|             | Phytosauria |
|             | |
| Archosauria | \| \| Avemetatarsalia (arcosaurios avianos) \| \| \| \| \| \| Pseudosuchia (arcosaurios cocodrilianos) \| \| \| \| |
|             | \| \| Avemetatarsalia (arcosaurios avianos) \| \| \| \| \| \| Pseudosuchia (arcosaurios cocodrilianos) \| \| \| \| |
|             | Avemetatarsalia (arcosaurios avianos)                                                                              |
|             | |
|             | Pseudosuchia (arcosaurios cocodrilianos)                                                                           |
|             | |

|  | Avemetatarsalia (arcosaurios avianos)    |
|  |                                          |
|  | Pseudosuchia (arcosaurios cocodrilianos) |
|  |                                          |

|             | Phytosauria |
|             | |
| Archosauria | \| \| Avemetatarsalia (arcosaurios avianos) \| \| \| \| \| \| Pseudosuchia (arcosaurios cocodrilianos) \| \| \| \| |
|             | \| \| Avemetatarsalia (arcosaurios avianos) \| \| \| \| \| \| Pseudosuchia (arcosaurios cocodrilianos) \| \| \| \| |
|             | Avemetatarsalia (arcosaurios avianos)                                                                              |
|             | |
|             | Pseudosuchia (arcosaurios cocodrilianos)                                                                           |
|             | |

|  | Avemetatarsalia (arcosaurios avianos)    |
|  |                                          |
|  | Pseudosuchia (arcosaurios cocodrilianos) |
|  |                                          |

|             | Phytosauria |
|             | |
| Archosauria | \| \| Avemetatarsalia (arcosaurios avianos) \| \| \| \| \| \| Pseudosuchia (arcosaurios cocodrilianos) \| \| \| \| |
|             | \| \| Avemetatarsalia (arcosaurios avianos) \| \| \| \| \| \| Pseudosuchia (arcosaurios cocodrilianos) \| \| \| \| |
|             | Avemetatarsalia (arcosaurios avianos)                                                                              |
|             | |
|             | Pseudosuchia (arcosaurios cocodrilianos)                                                                           |
|             | |

|  | Avemetatarsalia (arcosaurios avianos)    |
|  |                                          |
|  | Pseudosuchia (arcosaurios cocodrilianos) |
|  |                                          |

|             | Phytosauria |
|             | |
| Archosauria | \| \| Avemetatarsalia (arcosaurios avianos) \| \| \| \| \| \| Pseudosuchia (arcosaurios cocodrilianos) \| \| \| \| |
|             | \| \| Avemetatarsalia (arcosaurios avianos) \| \| \| \| \| \| Pseudosuchia (arcosaurios cocodrilianos) \| \| \| \| |
|             | Avemetatarsalia (arcosaurios avianos)                                                                              |
|             | |
|             | Pseudosuchia (arcosaurios cocodrilianos)                                                                           |
|             | |

|  | Avemetatarsalia (arcosaurios avianos)    |
|  |                                          |
|  | Pseudosuchia (arcosaurios cocodrilianos) |
|  |                                          |

|             | Phytosauria |
|             | |
| Archosauria | \| \| Avemetatarsalia (arcosaurios avianos) \| \| \| \| \| \| Pseudosuchia (arcosaurios cocodrilianos) \| \| \| \| |
|             | \| \| Avemetatarsalia (arcosaurios avianos) \| \| \| \| \| \| Pseudosuchia (arcosaurios cocodrilianos) \| \| \| \| |
|             | Avemetatarsalia (arcosaurios avianos)                                                                              |
|             | |
|             | Pseudosuchia (arcosaurios cocodrilianos)                                                                           |
|             | |

|  | Avemetatarsalia (arcosaurios avianos)    |
|  |                                          |
|  | Pseudosuchia (arcosaurios cocodrilianos) |
|  |                                          |

|             | Phytosauria |
|             | |
| Archosauria | \| \| Avemetatarsalia (arcosaurios avianos) \| \| \| \| \| \| Pseudosuchia (arcosaurios cocodrilianos) \| \| \| \| |
|             | \| \| Avemetatarsalia (arcosaurios avianos) \| \| \| \| \| \| Pseudosuchia (arcosaurios cocodrilianos) \| \| \| \| |
|             | Avemetatarsalia (arcosaurios avianos)                                                                              |
|             | |
|             | Pseudosuchia (arcosaurios cocodrilianos)                                                                           |
|             | |

|  | Avemetatarsalia (arcosaurios avianos)    |
|  |                                          |
|  | Pseudosuchia (arcosaurios cocodrilianos) |
|  |                                          |

|             | Phytosauria |
|             | |
| Archosauria | \| \| Avemetatarsalia (arcosaurios avianos) \| \| \| \| \| \| Pseudosuchia (arcosaurios cocodrilianos) \| \| \| \| |
|             | \| \| Avemetatarsalia (arcosaurios avianos) \| \| \| \| \| \| Pseudosuchia (arcosaurios cocodrilianos) \| \| \| \| |
|             | Avemetatarsalia (arcosaurios avianos)                                                                              |
|             | |
|             | Pseudosuchia (arcosaurios cocodrilianos)                                                                           |
|             | |

|  | Avemetatarsalia (arcosaurios avianos)    |
|  |                                          |
|  | Pseudosuchia (arcosaurios cocodrilianos) |
|  |                                          |

|             | Phytosauria |
|             | |
| Archosauria | \| \| Avemetatarsalia (arcosaurios avianos) \| \| \| \| \| \| Pseudosuchia (arcosaurios cocodrilianos) \| \| \| \| |
|             | \| \| Avemetatarsalia (arcosaurios avianos) \| \| \| \| \| \| Pseudosuchia (arcosaurios cocodrilianos) \| \| \| \| |
|             | Avemetatarsalia (arcosaurios avianos)                                                                              |
|             | |
|             | Pseudosuchia (arcosaurios cocodrilianos)                                                                           |
|             | |

|  | Avemetatarsalia (arcosaurios avianos)    |
|  |                                          |
|  | Pseudosuchia (arcosaurios cocodrilianos) |
|  |                                          |

|             | Phytosauria |
|             | |
| Archosauria | \| \| Avemetatarsalia (arcosaurios avianos) \| \| \| \| \| \| Pseudosuchia (arcosaurios cocodrilianos) \| \| \| \| |
|             | \| \| Avemetatarsalia (arcosaurios avianos) \| \| \| \| \| \| Pseudosuchia (arcosaurios cocodrilianos) \| \| \| \| |
|             | Avemetatarsalia (arcosaurios avianos)                                                                              |
|             | |
|             | Pseudosuchia (arcosaurios cocodrilianos)                                                                           |
|             | |

|  | Avemetatarsalia (arcosaurios avianos)    |
|  |                                          |
|  | Pseudosuchia (arcosaurios cocodrilianos) |
|  |                                          |

|             | Phytosauria |
|             | |
| Archosauria | \| \| Avemetatarsalia (arcosaurios avianos) \| \| \| \| \| \| Pseudosuchia (arcosaurios cocodrilianos) \| \| \| \| |
|             | \| \| Avemetatarsalia (arcosaurios avianos) \| \| \| \| \| \| Pseudosuchia (arcosaurios cocodrilianos) \| \| \| \| |
|             | Avemetatarsalia (arcosaurios avianos)                                                                              |
|             | |
|             | Pseudosuchia (arcosaurios cocodrilianos)                                                                           |
|             | |

|  | Avemetatarsalia (arcosaurios avianos)    |
|  |                                          |
|  | Pseudosuchia (arcosaurios cocodrilianos) |
|  |                                          |

|             | Phytosauria |
|             | |
| Archosauria | \| \| Avemetatarsalia (arcosaurios avianos) \| \| \| \| \| \| Pseudosuchia (arcosaurios cocodrilianos) \| \| \| \| |
|             | \| \| Avemetatarsalia (arcosaurios avianos) \| \| \| \| \| \| Pseudosuchia (arcosaurios cocodrilianos) \| \| \| \| |
|             | Avemetatarsalia (arcosaurios avianos)                                                                              |
|             | |
|             | Pseudosuchia (arcosaurios cocodrilianos)                                                                           |
|             | |

|  | Avemetatarsalia (arcosaurios avianos)    |
|  |                                          |
|  | Pseudosuchia (arcosaurios cocodrilianos) |
|  |                                          |

|             | Phytosauria |
|             | |
| Archosauria | \| \| Avemetatarsalia (arcosaurios avianos) \| \| \| \| \| \| Pseudosuchia (arcosaurios cocodrilianos) \| \| \| \| |
|             | \| \| Avemetatarsalia (arcosaurios avianos) \| \| \| \| \| \| Pseudosuchia (arcosaurios cocodrilianos) \| \| \| \| |
|             | Avemetatarsalia (arcosaurios avianos)                                                                              |
|             | |
|             | Pseudosuchia (arcosaurios cocodrilianos)                                                                           |
|             | |

|  | Avemetatarsalia (arcosaurios avianos)    |
|  |                                          |
|  | Pseudosuchia (arcosaurios cocodrilianos) |
|  |                                          |

|             | Phytosauria |
|             | |
| Archosauria | \| \| Avemetatarsalia (arcosaurios avianos) \| \| \| \| \| \| Pseudosuchia (arcosaurios cocodrilianos) \| \| \| \| |
|             | \| \| Avemetatarsalia (arcosaurios avianos) \| \| \| \| \| \| Pseudosuchia (arcosaurios cocodrilianos) \| \| \| \| |
|             | Avemetatarsalia (arcosaurios avianos)                                                                              |
|             | |
|             | Pseudosuchia (arcosaurios cocodrilianos)                                                                           |
|             | |

|  | Avemetatarsalia (arcosaurios avianos)    |
|  |                                          |
|  | Pseudosuchia (arcosaurios cocodrilianos) |
|  |                                          |

|             | Phytosauria |
|             | |
| Archosauria | \| \| Avemetatarsalia (arcosaurios avianos) \| \| \| \| \| \| Pseudosuchia (arcosaurios cocodrilianos) \| \| \| \| |
|             | \| \| Avemetatarsalia (arcosaurios avianos) \| \| \| \| \| \| Pseudosuchia (arcosaurios cocodrilianos) \| \| \| \| |
|             | Avemetatarsalia (arcosaurios avianos)                                                                              |
|             | |
|             | Pseudosuchia (arcosaurios cocodrilianos)                                                                           |
|             | |

|  | Avemetatarsalia (arcosaurios avianos)    |
|  |                                          |
|  | Pseudosuchia (arcosaurios cocodrilianos) |
|  |                                          |

|             | Phytosauria |
|             | |
| Archosauria | \| \| Avemetatarsalia (arcosaurios avianos) \| \| \| \| \| \| Pseudosuchia (arcosaurios cocodrilianos) \| \| \| \| |
|             | \| \| Avemetatarsalia (arcosaurios avianos) \| \| \| \| \| \| Pseudosuchia (arcosaurios cocodrilianos) \| \| \| \| |
|             | Avemetatarsalia (arcosaurios avianos)                                                                              |
|             | |
|             | Pseudosuchia (arcosaurios cocodrilianos)                                                                           |
|             | |

|  | Avemetatarsalia (arcosaurios avianos)    |
|  |                                          |
|  | Pseudosuchia (arcosaurios cocodrilianos) |
|  |                                          |

|             | Phytosauria |
|             | |
| Archosauria | \| \| Avemetatarsalia (arcosaurios avianos) \| \| \| \| \| \| Pseudosuchia (arcosaurios cocodrilianos) \| \| \| \| |
|             | \| \| Avemetatarsalia (arcosaurios avianos) \| \| \| \| \| \| Pseudosuchia (arcosaurios cocodrilianos) \| \| \| \| |
|             | Avemetatarsalia (arcosaurios avianos)                                                                              |
|             | |
|             | Pseudosuchia (arcosaurios cocodrilianos)                                                                           |
|             | |

|  | Avemetatarsalia (arcosaurios avianos)    |
|  |                                          |
|  | Pseudosuchia (arcosaurios cocodrilianos) |
|  |                                          |

|             | Phytosauria |
|             | |
| Archosauria | \| \| Avemetatarsalia (arcosaurios avianos) \| \| \| \| \| \| Pseudosuchia (arcosaurios cocodrilianos) \| \| \| \| |
|             | \| \| Avemetatarsalia (arcosaurios avianos) \| \| \| \| \| \| Pseudosuchia (arcosaurios cocodrilianos) \| \| \| \| |
|             | Avemetatarsalia (arcosaurios avianos)                                                                              |
|             | |
|             | Pseudosuchia (arcosaurios cocodrilianos)                                                                           |
|             | |

|  | Avemetatarsalia (arcosaurios avianos)    |
|  |                                          |
|  | Pseudosuchia (arcosaurios cocodrilianos) |
|  |                                          |

|             | Phytosauria |
|             | |
| Archosauria | \| \| Avemetatarsalia (arcosaurios avianos) \| \| \| \| \| \| Pseudosuchia (arcosaurios cocodrilianos) \| \| \| \| |
|             | \| \| Avemetatarsalia (arcosaurios avianos) \| \| \| \| \| \| Pseudosuchia (arcosaurios cocodrilianos) \| \| \| \| |
|             | Avemetatarsalia (arcosaurios avianos)                                                                              |
|             | |
|             | Pseudosuchia (arcosaurios cocodrilianos)                                                                           |
|             | |

|  | Avemetatarsalia (arcosaurios avianos)    |
|  |                                          |
|  | Pseudosuchia (arcosaurios cocodrilianos) |
|  |                                          |

|             | Phytosauria |
|             | |
| Archosauria | \| \| Avemetatarsalia (arcosaurios avianos) \| \| \| \| \| \| Pseudosuchia (arcosaurios cocodrilianos) \| \| \| \| |
|             | \| \| Avemetatarsalia (arcosaurios avianos) \| \| \| \| \| \| Pseudosuchia (arcosaurios cocodrilianos) \| \| \| \| |
|             | Avemetatarsalia (arcosaurios avianos)                                                                              |
|             | |
|             | Pseudosuchia (arcosaurios cocodrilianos)                                                                           |
|             | |

|  | Avemetatarsalia (arcosaurios avianos)    |
|  |                                          |
|  | Pseudosuchia (arcosaurios cocodrilianos) |
|  |                                          |

|             | Phytosauria |
|             | |
| Archosauria | \| \| Avemetatarsalia (arcosaurios avianos) \| \| \| \| \| \| Pseudosuchia (arcosaurios cocodrilianos) \| \| \| \| |
|             | \| \| Avemetatarsalia (arcosaurios avianos) \| \| \| \| \| \| Pseudosuchia (arcosaurios cocodrilianos) \| \| \| \| |
|             | Avemetatarsalia (arcosaurios avianos)                                                                              |
|             | |
|             | Pseudosuchia (arcosaurios cocodrilianos)                                                                           |
|             | |

|  | Avemetatarsalia (arcosaurios avianos)    |
|  |                                          |
|  | Pseudosuchia (arcosaurios cocodrilianos) |
|  |                                          |

|             | Phytosauria |
|             | |
| Archosauria | \| \| Avemetatarsalia (arcosaurios avianos) \| \| \| \| \| \| Pseudosuchia (arcosaurios cocodrilianos) \| \| \| \| |
|             | \| \| Avemetatarsalia (arcosaurios avianos) \| \| \| \| \| \| Pseudosuchia (arcosaurios cocodrilianos) \| \| \| \| |
|             | Avemetatarsalia (arcosaurios avianos)                                                                              |
|             | |
|             | Pseudosuchia (arcosaurios cocodrilianos)                                                                           |
|             | |

|  | Avemetatarsalia (arcosaurios avianos)    |
|  |                                          |
|  | Pseudosuchia (arcosaurios cocodrilianos) |
|  |                                          |

|             | Phytosauria |
|             | |
| Archosauria | \| \| Avemetatarsalia (arcosaurios avianos) \| \| \| \| \| \| Pseudosuchia (arcosaurios cocodrilianos) \| \| \| \| |
|             | \| \| Avemetatarsalia (arcosaurios avianos) \| \| \| \| \| \| Pseudosuchia (arcosaurios cocodrilianos) \| \| \| \| |
|             | Avemetatarsalia (arcosaurios avianos)                                                                              |
|             | |
|             | Pseudosuchia (arcosaurios cocodrilianos)                                                                           |
|             | |

|  | Avemetatarsalia (arcosaurios avianos)    |
|  |                                          |
|  | Pseudosuchia (arcosaurios cocodrilianos) |
|  |                                          |

|             | Phytosauria |
|             | |
| Archosauria | \| \| Avemetatarsalia (arcosaurios avianos) \| \| \| \| \| \| Pseudosuchia (arcosaurios cocodrilianos) \| \| \| \| |
|             | \| \| Avemetatarsalia (arcosaurios avianos) \| \| \| \| \| \| Pseudosuchia (arcosaurios cocodrilianos) \| \| \| \| |
|             | Avemetatarsalia (arcosaurios avianos)                                                                              |
|             | |
|             | Pseudosuchia (arcosaurios cocodrilianos)                                                                           |
|             | |

|  | Avemetatarsalia (arcosaurios avianos)    |
|  |                                          |
|  | Pseudosuchia (arcosaurios cocodrilianos) |
|  |                                          |

|             | Phytosauria |
|             | |
| Archosauria | \| \| Avemetatarsalia (arcosaurios avianos) \| \| \| \| \| \| Pseudosuchia (arcosaurios cocodrilianos) \| \| \| \| |
|             | \| \| Avemetatarsalia (arcosaurios avianos) \| \| \| \| \| \| Pseudosuchia (arcosaurios cocodrilianos) \| \| \| \| |
|             | Avemetatarsalia (arcosaurios avianos)                                                                              |
|             | |
|             | Pseudosuchia (arcosaurios cocodrilianos)                                                                           |
|             | |

|  | Avemetatarsalia (arcosaurios avianos)    |
|  |                                          |
|  | Pseudosuchia (arcosaurios cocodrilianos) |
|  |                                          |

|             | Phytosauria |
|             | |
| Archosauria | \| \| Avemetatarsalia (arcosaurios avianos) \| \| \| \| \| \| Pseudosuchia (arcosaurios cocodrilianos) \| \| \| \| |
|             | \| \| Avemetatarsalia (arcosaurios avianos) \| \| \| \| \| \| Pseudosuchia (arcosaurios cocodrilianos) \| \| \| \| |
|             | Avemetatarsalia (arcosaurios avianos)                                                                              |
|             | |
|             | Pseudosuchia (arcosaurios cocodrilianos)                                                                           |
|             | |

|  | Avemetatarsalia (arcosaurios avianos)    |
|  |                                          |
|  | Pseudosuchia (arcosaurios cocodrilianos) |
|  |                                          |

|             | Phytosauria |
|             | |
| Archosauria | \| \| Avemetatarsalia (arcosaurios avianos) \| \| \| \| \| \| Pseudosuchia (arcosaurios cocodrilianos) \| \| \| \| |
|             | \| \| Avemetatarsalia (arcosaurios avianos) \| \| \| \| \| \| Pseudosuchia (arcosaurios cocodrilianos) \| \| \| \| |
|             | Avemetatarsalia (arcosaurios avianos)                                                                              |
|             | |
|             | Pseudosuchia (arcosaurios cocodrilianos)                                                                           |
|             | |

|  | Avemetatarsalia (arcosaurios avianos)    |
|  |                                          |
|  | Pseudosuchia (arcosaurios cocodrilianos) |
|  |                                          |

|             | Phytosauria |
|             | |
| Archosauria | \| \| Avemetatarsalia (arcosaurios avianos) \| \| \| \| \| \| Pseudosuchia (arcosaurios cocodrilianos) \| \| \| \| |
|             | \| \| Avemetatarsalia (arcosaurios avianos) \| \| \| \| \| \| Pseudosuchia (arcosaurios cocodrilianos) \| \| \| \| |
|             | Avemetatarsalia (arcosaurios avianos)                                                                              |
|             | |
|             | Pseudosuchia (arcosaurios cocodrilianos)                                                                           |
|             | |

|  | Avemetatarsalia (arcosaurios avianos)    |
|  |                                          |
|  | Pseudosuchia (arcosaurios cocodrilianos) |
|  |                                          |

|             | Phytosauria |
|             | |
| Archosauria | \| \| Avemetatarsalia (arcosaurios avianos) \| \| \| \| \| \| Pseudosuchia (arcosaurios cocodrilianos) \| \| \| \| |
|             | \| \| Avemetatarsalia (arcosaurios avianos) \| \| \| \| \| \| Pseudosuchia (arcosaurios cocodrilianos) \| \| \| \| |
|             | Avemetatarsalia (arcosaurios avianos)                                                                              |
|             | |
|             | Pseudosuchia (arcosaurios cocodrilianos)                                                                           |
|             | |

|  | Avemetatarsalia (arcosaurios avianos)    |
|  |                                          |
|  | Pseudosuchia (arcosaurios cocodrilianos) |
|  |                                          |